# بخش آلتو سلوا الیگر
بخش التو سلوا الیگر (به اسپانیایی: Alto Selva Alegre District) یک سکونتگاه مسکونی در پرو است که در منطقه ارکیپا واقع شده‌است.

## خصوصیات
بخش التو سلوا الیگر ۶٫۹۸ کیلومترمربع مساحت و ۷۲٬۸۱۸ نفر جمعیت دارد و ۲٬۵۰۰ متر بالاتر از سطح دریا واقع شده‌است.